# Muschelkalk
| Systeem | Serie     | Etage         | Ouderdom (Ma) | Lithostratigrafie |
| --- | --------- | ------------- | ------------- | ----------------- |
| Jura | Onder     | Hettangien    | jonger        | Lias              |
| Trias | Boven     | Rhaetien      | 201,3–208,5   | Lias              |
| Trias | Boven     | Rhaetien      | 201,3–208,5   | Keuper            |
| Trias | Boven     | Norien        | 208,5–228     |                   |
| Trias | Boven     | Carnien       | 228–235       |                   |
| Trias | Midden    | Ladinien      | 235–242       |                   |
| Trias | Midden    | Ladinien      | 235–242       | Muschelkalk       |
| Trias | Midden    | Anisien       | 242–247,2     |                   |
| Trias | Midden    | Anisien       | 242–247,2     | Buntsandstein     |
| Trias | Onder     | Olenekien     | 247,2–251,2   |                   |
| Trias | Onder     | Indien        | 251,2–252,2   |                   |
| Perm | Lopingien | Changhsingien | ouder         |                   |
| Perm | Lopingien | Changhsingien | ouder         | Zechstein         |
| Indeling van het Trias volgens de ICS en NW-Europese lithostratigrafische namen. Cursieve ouderdommen zijn slechts indicaties. |           |               |               |                   |

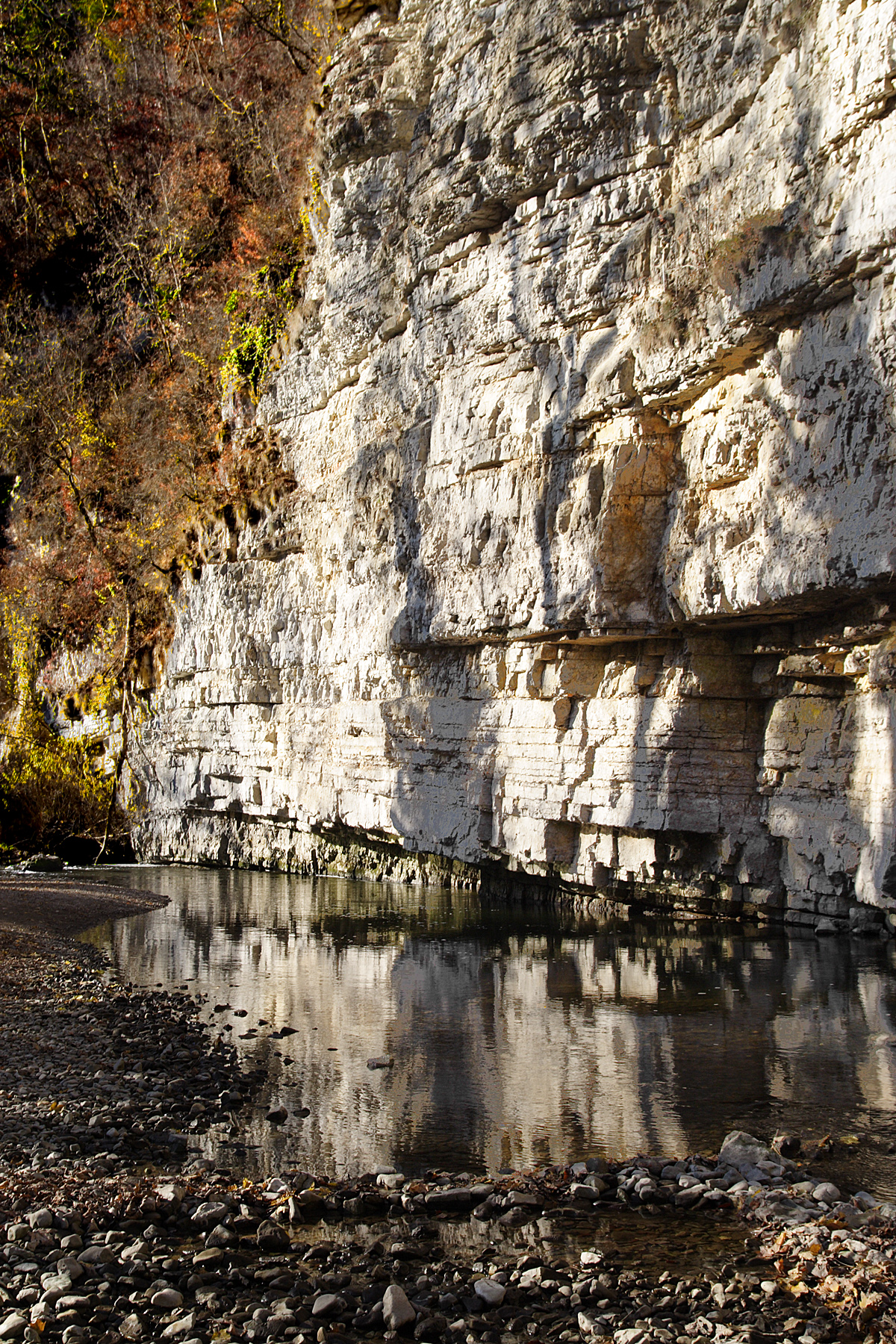
Muschelkalk langs de Wutach in het Zwarte Woud

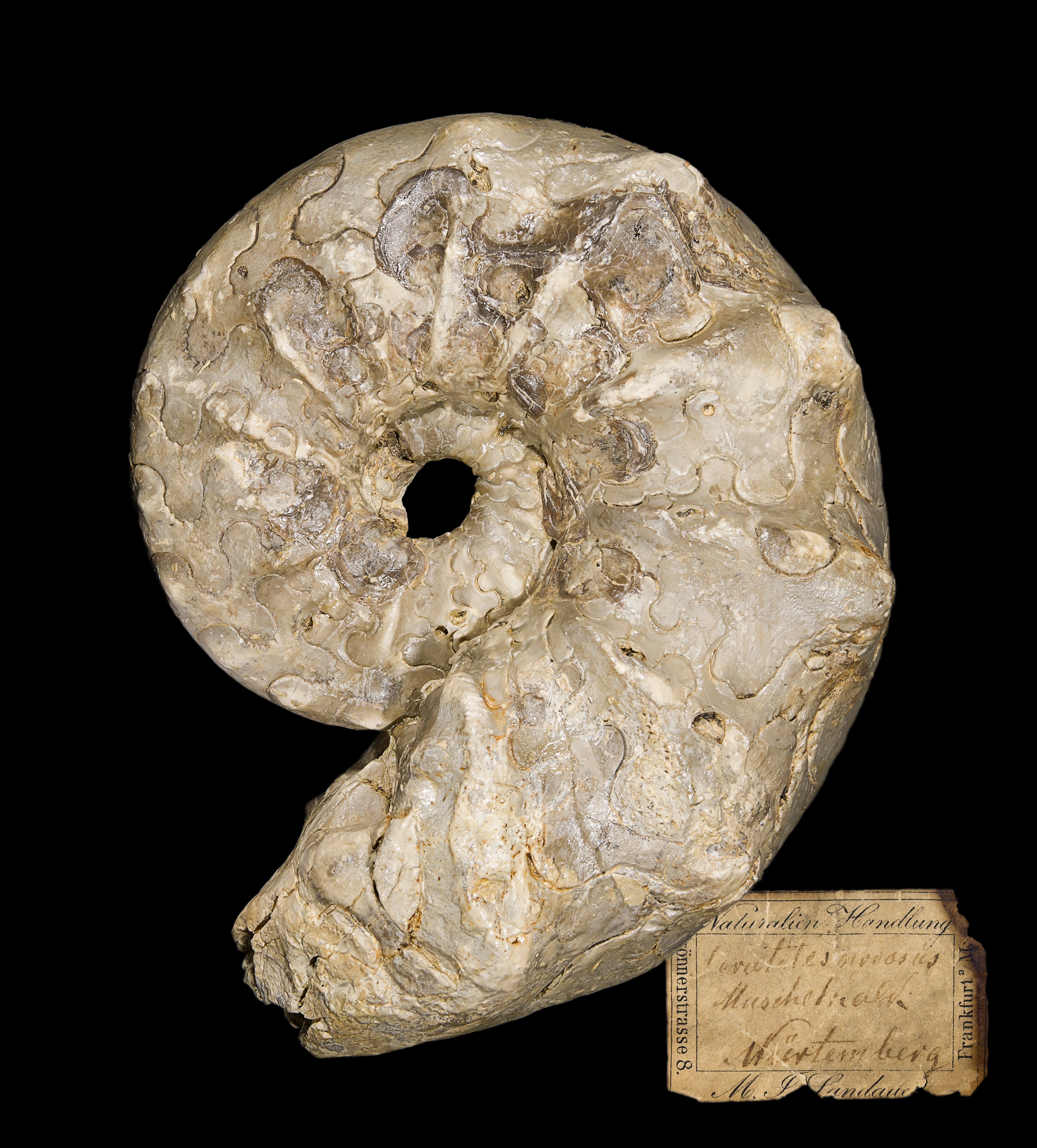
Ceratites nodosus - Muschelkalk, Meißner-Formation in Baden-Württemberg

De Muschelkalk, Muschelkalk Formatie of Muschelkalk-groep is een pakket gesteentelagen in de ondergrond van grote delen van West- en Midden-Europa. Ze bestaat uit een afwisseling van kalksteen, mergel en evaporietlagen en is gevormd in het Midden-Trias (ongeveer 240 tot 230 miljoen jaar geleden, in het Ladinien en Anisien). De Muschelkalk vormt samen met de jongere Keuper en de oudere Buntsandstein de zogenaamde Germaanse Trias.
De Muschelkalk dankt zijn naam aan de vele fossiele schelpen (Duits: Muschel) zoals die in de kalksteen uit die periode gevonden zijn.

## Ontstaan
Tijdens het Trias lag in het midden van het huidige Europa (ongeveer Duitsland, Nederland, Denemarken, de zuidelijke Noordzee en delen van Polen) een groot bekken, het Germaans Bekken. In het Vroeg-Trias werden er lacustriene en fluviatiele zanden en kleien afgezet (de Buntsandstein), maar tijdens het Anisien vond er transgressie van de zee plaats. De Muschelkalk werd gevormd onder warme mariene omstandigheden, waarin kalksteen gevormd werd. Wanneer het Germaans Bekken afgesloten raakte van de open oceaan kon in de binnenzee door indamping evaporiet afgezet worden.
Tijdens het Ladinien trok de zee zich weer terug, de Keuper heeft weer een meestal continentale facies.

## Stratigrafie
De Muschelkalk wordt in Duitsland gezien als een stratigrafische groep (Muschelkalk-Gruppe), in Nederland als een formatie (Muschelkalk Formatie), die onderdeel is van de Boven-Germaanse Trias-groep. Boven op de Muschelkalk ligt in beide gevallen de Keuper. Onder de Muschelkalk ligt in Duitsland de Buntsandstein-Gruppe, in Nederland de Röt Formatie, die het bovenste deel van zowel de Nederlandse als Duitse Buntsandstein vormt.
De Nederlandse Muschelkalk Formatie wordt in vier leden opgedeeld:
- de Boven-Muschelkalk (kalksteen)
- de Midden-Muschelkalk (mergel)
- de Muschelkalk-evaporiet
- de Onder-Muschelkalk (kalksteen)